# Dande
Dande és un municipi d'Angola que forma part de la província de Bengo. Té una superfície de 6.529 km² i una població de 222.528 habitants (2014). La seu és a la comuna de Barra de Dande i comprèn la capital provincial, Caxito. Limita amb els municipis de Nambuangongo, Ambriz, Dembos, Pango-Aluquém, Cambambe, Ícolo e Bengo i Cacuaco.
El 2021 es va decidir de crear-hi un port i una zona franca.

## Subdivisions
Dande comprèn les comunes de:
- Caxito
- Barra do Dande
- Mabubas
- Kikabo
- Úcua